# Salomon Stricker

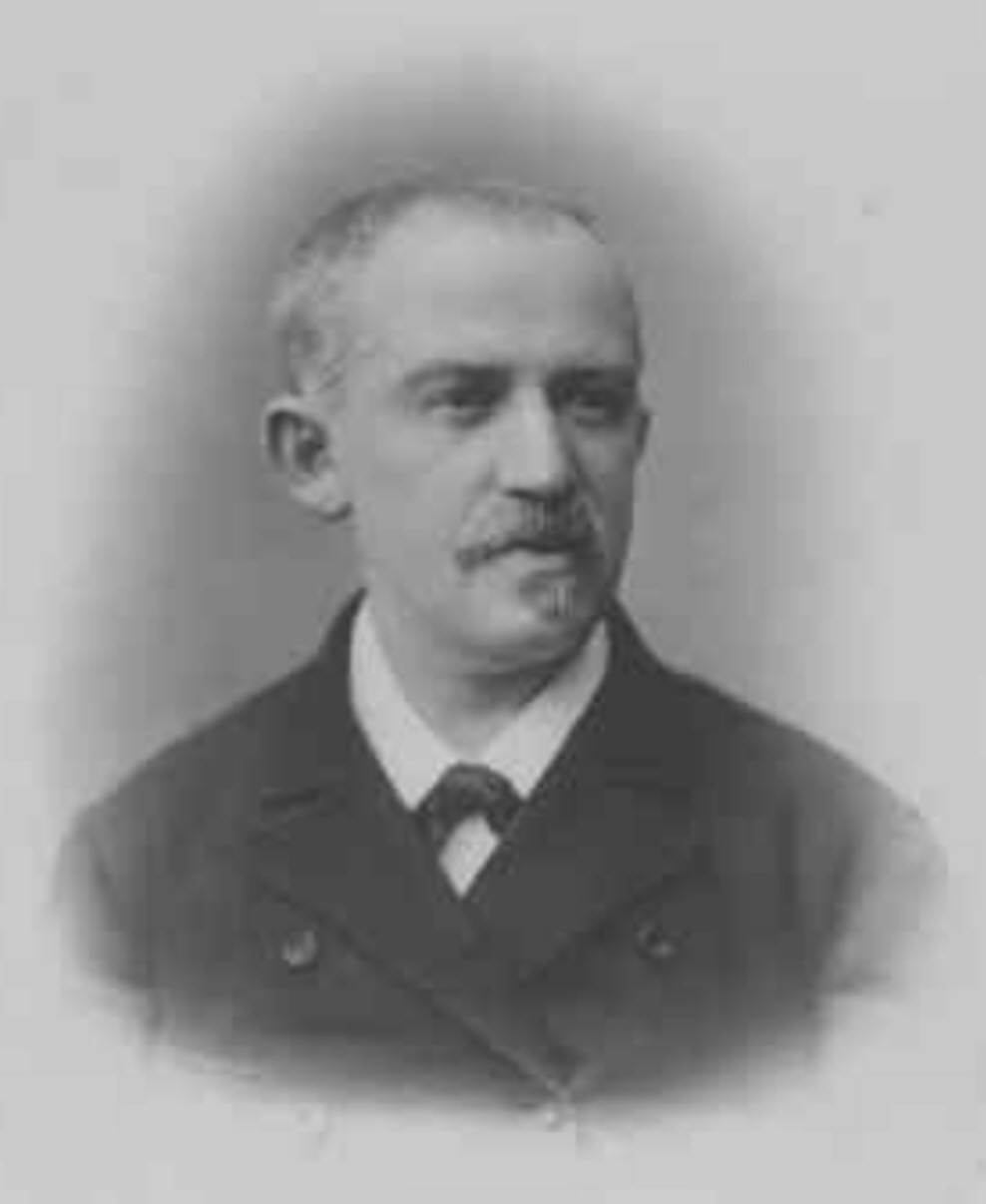
Salomon Stricker.

Salomon Stricker, född den 1 januari 1834 i Waag Neustadtl i Ungern, död den 2 april 1898 i Wien, var en österrikisk patolog. 
Stricker studerade i Wien och var frivillig assistent hos Brücke 1855—58, blev därefter reservläkare vid Allgemeines Krankenhaus och docent i embryologi 1862. Året efter anställdes han fast hos Brücke, men knöts 1866 till Oppolzers klinik som fysiologisk experimentator, tills han 1868 utnämndes till professor i experimentell patologi och föreståndare för det av honom grundade experimental-patologiska institutet. 
Hans undersökningar rör sig om så skilda ting som de äkta paddornas utvecklingshistoria, de röda blodkropparnas diapedes, kärlväggarnas kontraktion, hornhinnans histologi och mycket annat. Han var den förste, som visade mikroskopiska snitt i projektionsapparaten, och han uppfann en metod för att härda vävnadsdelar och smälta in dem i gummi eller vax, så att de kunde skäras med kniv i handen. 
Han skrev: Handbuch der Lehre von den Geweben des Menschen und der Tiere, I—II (1868—70); Vorlesungen über allgemeine und experimentelle Pathologie, I—III (1877—83); Neuroelektrische Studien (1883); Allgemeine Pathologie der Infektionskrankheiten (1886), Das Zuckungsgesetz (1881) och Über Bewegungsvorstellungen (1882).